# Moon さよならを教えて
「Moon さよならを教えて」(ムーン さよならをおしえて)は、日本のロックバンド、BUCK-TICKの37枚目のシングル。2018年2月21日にLingua Sounda/JVCケンウッド・ビクターエンタテインメントから発売された。

## 概要
デビュー30周年プロジェクト第二弾シングル。

## 収録曲
1. Moon さよならを教えて (4:58)
  - 作詞：櫻井敦司、作曲：今井寿、編曲：BUCK-TICK

前作シングル「BABEL」のカップリングとしてリミックス版が先に披露となったが、原作である本作ではベールがはがされ、メロディーの美しさに驚きを隠せない声が相次いだ[独自研究?]。作曲者の今井寿によると、面白いコード進行を気持ち悪いと思わせないように上手くできたとのこと[要出典]。
2. サロメ (3:37)
  - 作詞：櫻井敦司、作曲：星野英彦

## 参加ミュージシャン
- 櫻井敦司 - ボーカル
- 今井寿 - ギター、ノイズ
- 星野英彦 - ギター
- 樋口豊 - ベース
- ヤガミトール - ドラムス

### サポートミュージシャン
- 横山和俊 - マニピュレート、シンセサイザー

## 収録アルバム
- 『No.0』(#1・#2（アルバム・バージョン）)
- 『CATALOGUE THE BEST 35th anniv. 』(#1)